# Fosse des Ryūkyū
Pour les articles homonymes, voir Ryūkyū (homonymie).

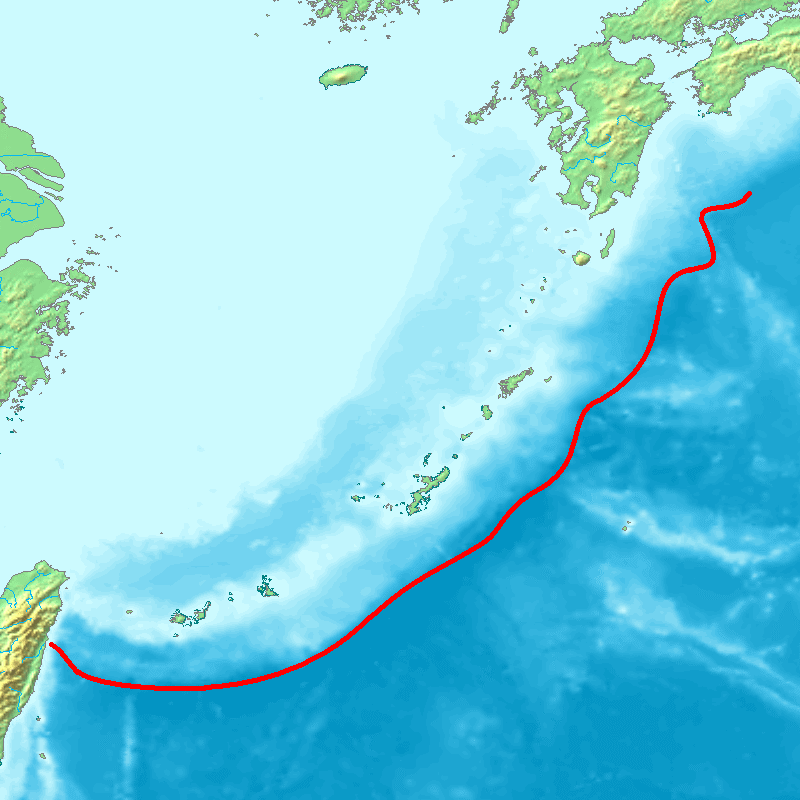
La fosse des Ryukyu en rouge

La fosse des Ryūkyū (琉球海溝 (Ryūkyū kaikō)), ou fosse de Nansei-shotō (南西諸島海溝 (Nansei shotō kaikō), lit. : fosse de l'archipel Nansei),  est une fosse océanique de 2 250 kilomètres s'étendant du sud-ouest du Japon au nord de Taïwan (aux environs de Hualien), à l'est le long de l'archipel Nansei, donc des archipels Satsunan et Ryūkyū, dans la mer des Philippines (partie de l'océan Pacifique).
Elle s'est formée par la rencontre de la plaque d'Okinawa (plaque eurasienne) et de la plaque philippine, et se prolonge au nord par la fosse de Nankai, dont fait partie la fosse de Suruga (en).
La profondeur maximale de la fosse est de 5 212 m. 